# Museum Kaap Skil

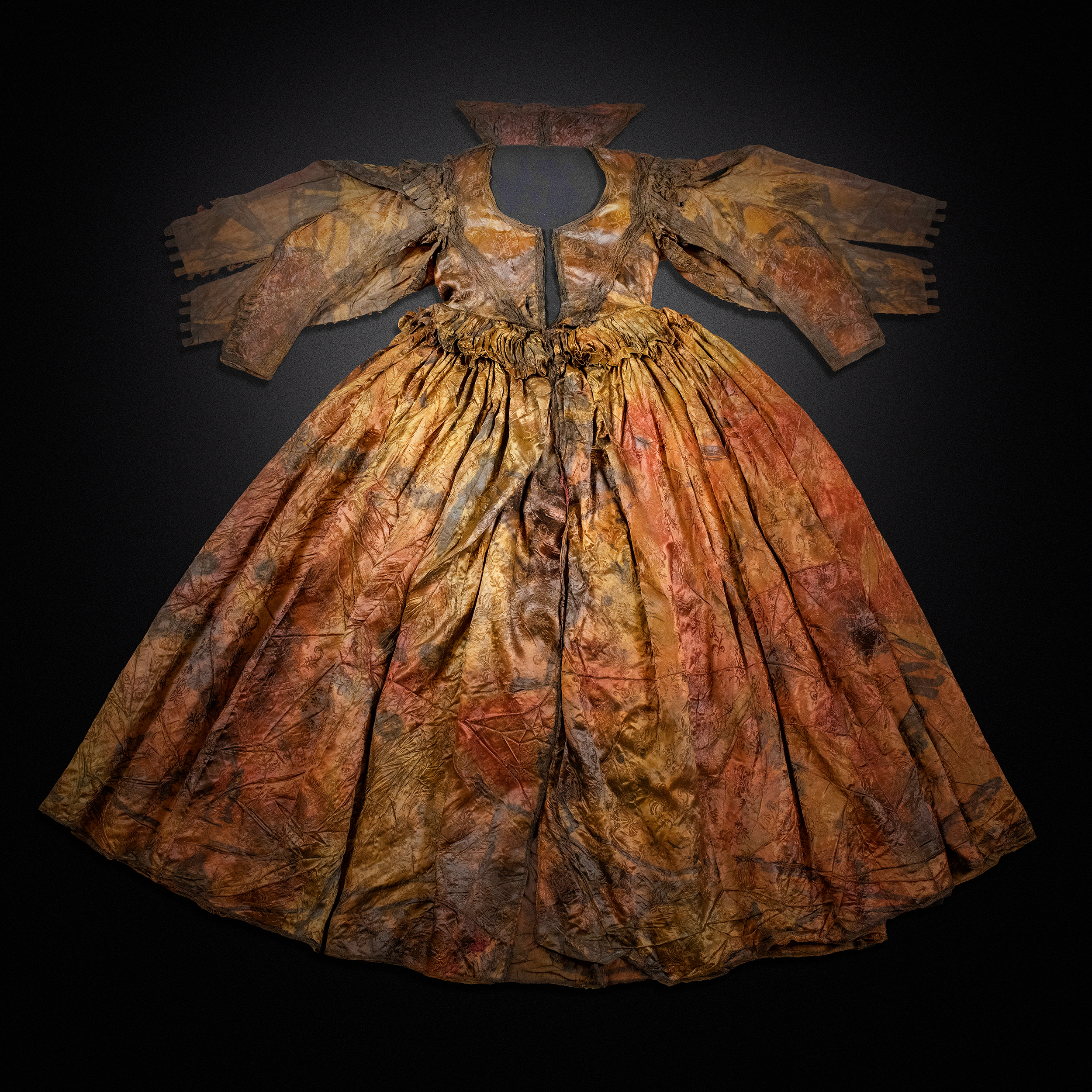
De Jurk uit het Palmhoutwrak. Het kostbare 17e-eeuwse kledingstuk is, ondanks een verblijf van bijna vier eeuwen op de zeebodem, vrijwel intact gebleven.

Museum Kaap Skil, tot 2012 Maritiem en Jutters Museum, is een maritiem museum in Oudeschild op het Noord-Hollandse waddeneiland Texel. Het museum richt zich op het leven met de zee en het belang van het eiland in de de zeventiende en achttiende eeuw. In die periode was Texel een belangrijk knooppunt voor de scheepvaart. Voor de kust lag de Reede van Texel, van de vijftiende tot het begin van de negentiende eeuw de grootste ankerplaats ter wereld. Het museum heeft een grote collectie met opgedoken objecten uit scheepswrakken uit die periode.
Museum Kaap Skil is deels binnenmuseum en deels openluchtmuseum. Het maakt deel uit van de Stichting Texels Museum, waartoe ook Ecomare, Vuurtoren Eierland en de Oudheidskamer in Den Burg behoren. De vier musea trekken samen ongeveer 450.000 bezoekers per jaar.

## Naamgeving
De naam 'Museum Kaap Skil' verwijst naar de scheepvaart en de locatie van het museum. Een kaap is een baken voor de scheepvaart, een belangrijk markeringspunt op het land. Het entreegebouw van het museum kan met recht een kaap genoemd worden. Skil is de Texelse naam voor het dorp Oudeschild, het vissersdorp waar Museum Kaap Skil te vinden is.

## Collectie
Museum Kaap Skil beheert een collectie van maritieme en Texelse objecten van circa 1600 tot heden. Hieronder bevindt zich een grote hoeveelheid archeologische duikvondsten, afkomstig uit verschillende scheepswrakken die nabij Texel gevonden zijn. Ook zijn er diverse scheepsmodellen, maritieme gebruiksvoorwerpen en schilderijen, kaarten en prenten met nautische thema’s bij het museum ondergebracht.
De tentoonstellingen zijn te zien in het door Mecanoo ontworpen hoofdgebouw, waar tevens de entree is gevestigd. Gebouw en inrichting wonnen verscheidene prijzen. Het hergebruikt hout van de gevel is afkomstig uit damwanden van het Noordhollandsch Kanaal.
Het openluchtmuseum bestaat onder meer uit visserswoningen, graanpakhuizen, een smederij en een timmerwerkplaats. De gebouwen zijn ingericht met authentieke Texelse gebruiksvoorwerpen uit de negentiende en vroege twintigste eeuw, en de jutterij is gevuld met voorwerpen die op het strand zijn gevonden. In het Openluchtmuseum worden regelmatig maritieme ambachten gedemonstreerd, zoals touwslaan, nettenboeten en touwsplitsen. Op het museumterrein staat ook de gerestaureerde korenmolen 'De Traanroeier'.

### Reede van Texel
In het hoofdgebouw is ‘s werelds grootste maritieme maquette te bezichtigen. Deze geeft een beeld van de Reede van Texel, een belangrijke Nederlandse ankerplaats in de Gouden Eeuw. In die tijd wachtten tientallen en soms zelfs honderden schepen tegelijkertijd in de luwte van de Texelse kust op bemanning, bevoorrading en op gunstige wind om te vertrekken.

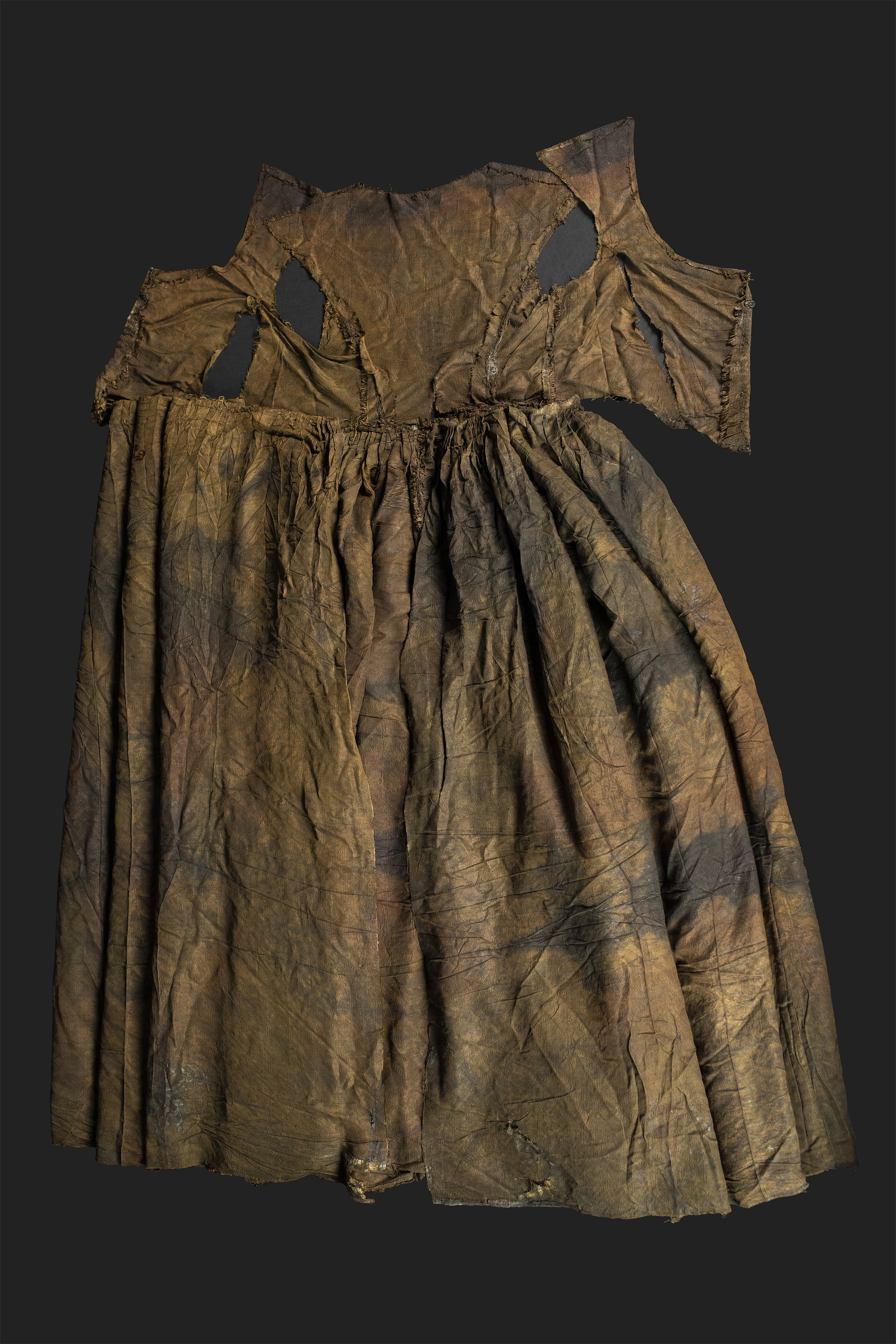
De tweede jurk uit het Palmhoutwrak, die mogelijk een trouwjurk was. Oorspronkelijk was de jurk waarschijnlijk van licht gekleurd zijde. De huidige, bruinachtige kleur is het effect van bijna vier eeuwen op de zeebodem. De jurk is over het hele oppervlak bedekt met zilveren versieringen. Deze bestaan uit kleine zilveren plaatjes, die in de vorm van liefdesknopen in het zijde zijn geweven in een herhalend patroon van in elkaar geknoopte harten.

### Zijden japon uit het Palmhoutwrak
In de museumcollectie bevinden zich vondsten uit een in de zeventiende eeuw bij Texel gezonken schip, het zogenaamde Palmhoutwrak. Dit scheepswrak, dat bijna 400 jaar op de zeebodem heeft gelegen, bevatte een uitzonderlijk luxe en exclusieve lading. Er werd zelfs kleding gevonden, heel goed geconserveerd gebleven onder het zand. Een bijzonder gave zijden jurk werd wereldnieuws toen de vondst bekendgemaakt werd. De jurk wordt door experts wel omschreven als "de Nachtwacht van de kostuumwereld", De kwaliteit doet vermoeden dat het kledingstuk van een puissant rijke dame is geweest, maar de werkelijke naam de eigenaresse van de kleding is (nog) onbekend. Bij het wrak werden naast kledingstukken en textiel ook andere bijzondere voorwerpen gevonden, zoals een boekband met het wapen van het Koninklijk Huis Stuart van Engeland. Er waren ook oosterse voorwerpen in het wrak aanwezig, zoals kleding en een tapijt. Vanaf 2018 zijn de vondsten uit het Palmhoutwrak door een team van nationale en internationale wetenschappers onderzocht en geconserveerd. Een tweede jurk uit het Palmhoutwrak bleek na uitgebreid onderzoek mogelijk een trouwjurk te zijn geweest. Deze uitzonderlijke jurk was van hoogwaardige kwaliteit zijde met ingeweven plaatjes zilver in een liefdesknopen patroon.
Een selectie van voorwerpen uit het Palmhoutwrak, waaronder de trouwjurk is te zien in Museum Kaap Skil.

## Afbeeldingen

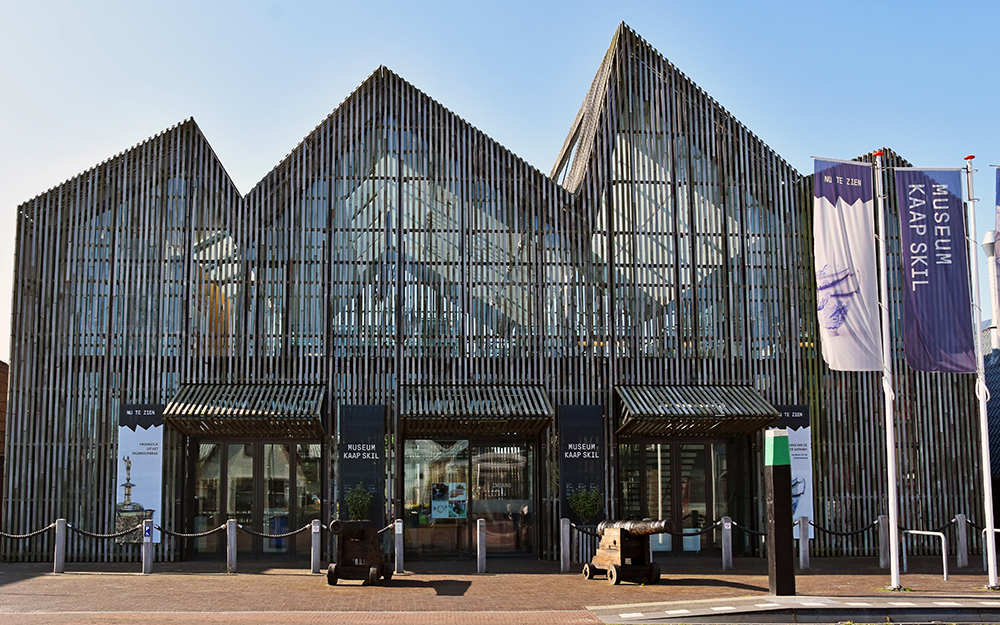
Entreegebouw Museum Kaap Skil
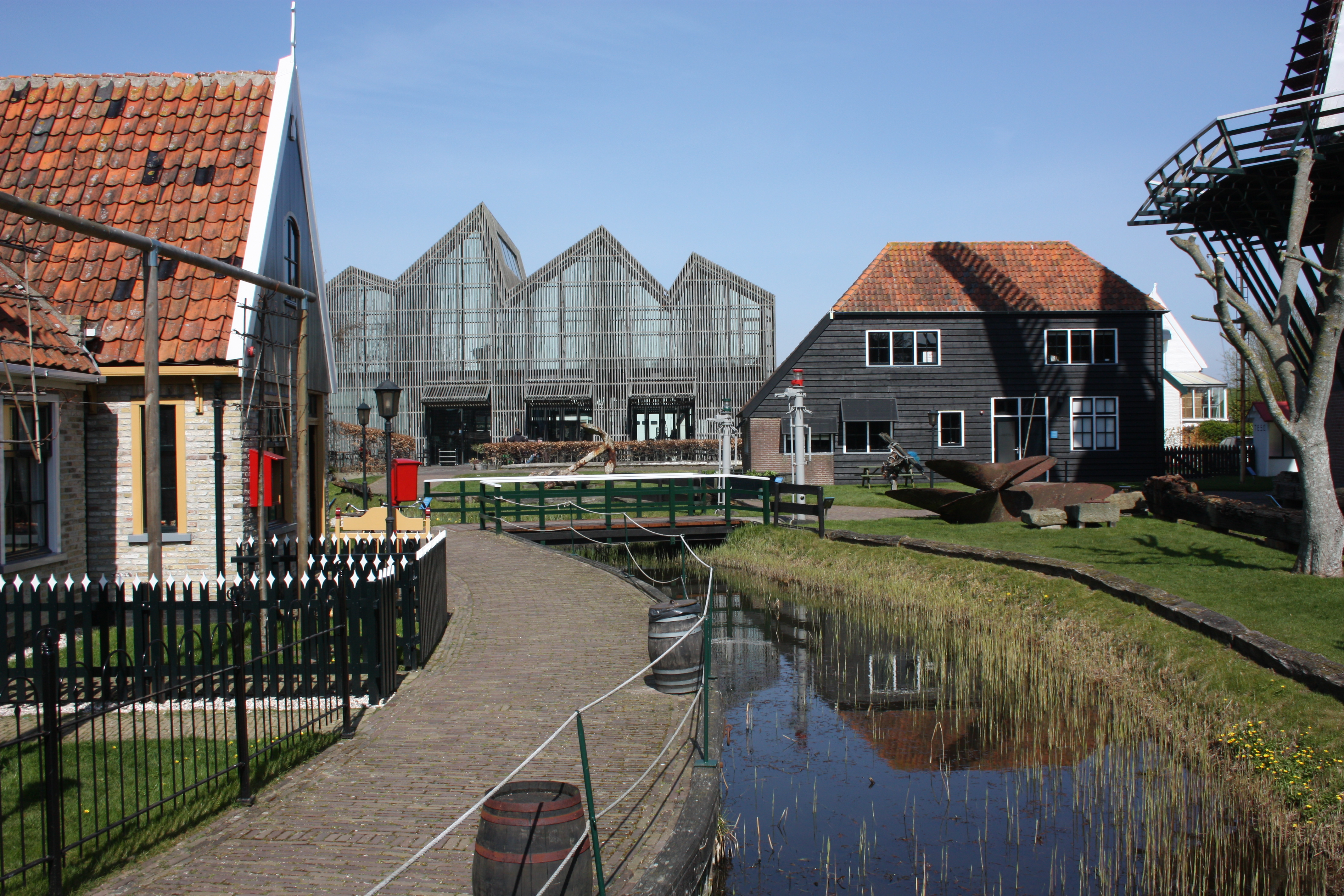
Buitenterrein en Openluchtmuseum van Museum Kaap Skil
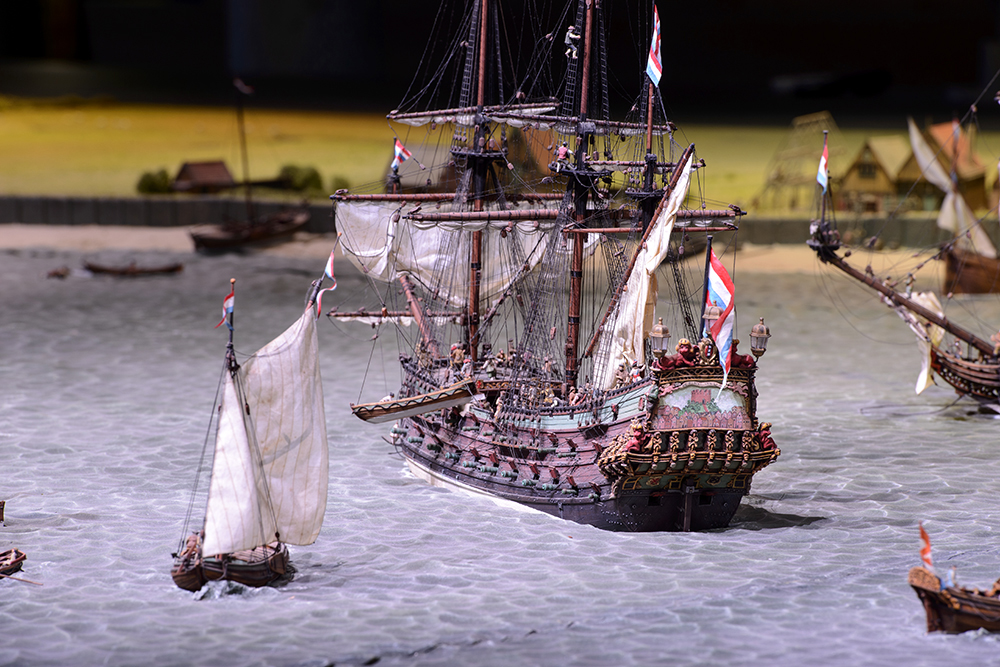
's Werelds grootste maritieme maquette in Museum Kaap Skil
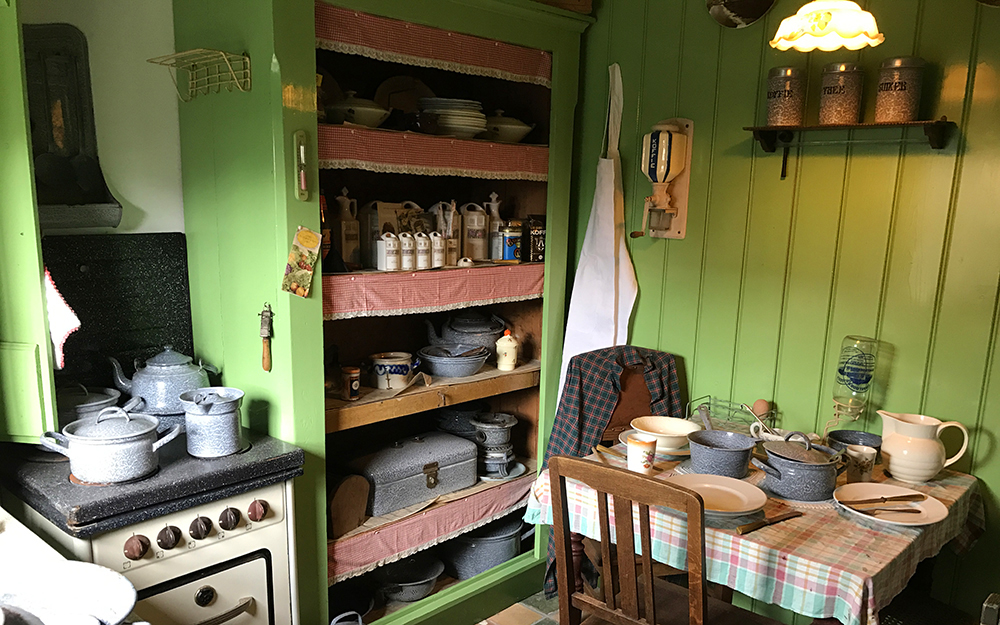
Vissershuisjes in het Openluchtmuseum van Museum Kaap Skil
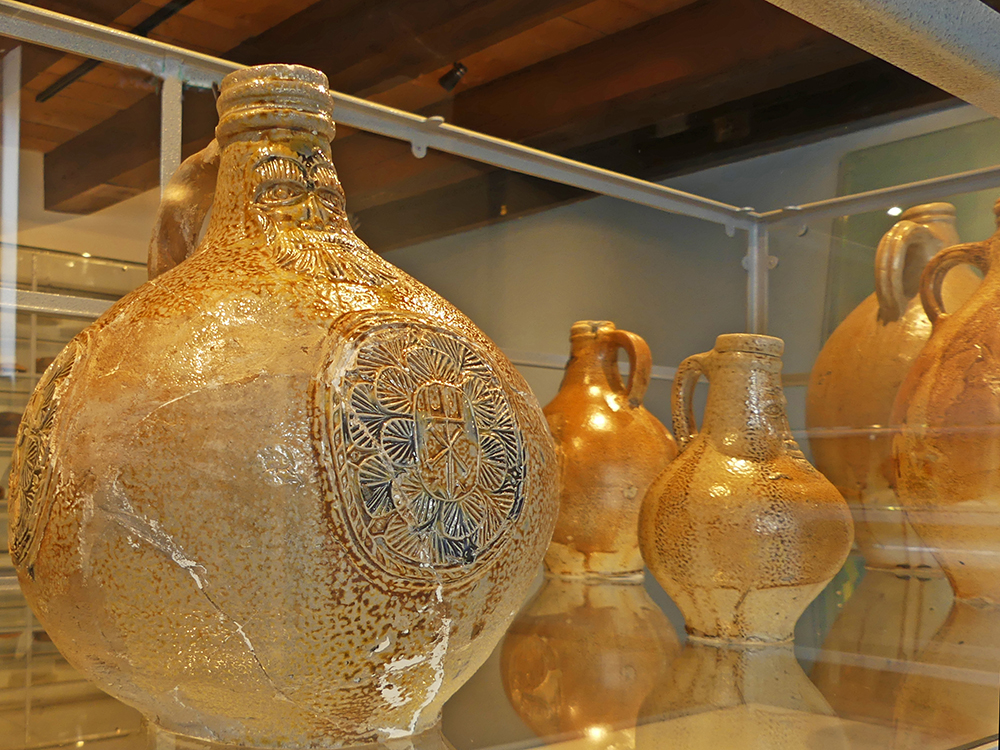
Baardmankruik, opgedoken vondst uit scheepswrak in de Waddenzee